# Папан (село)
Папан (кирг. Папан) — село в Кара-Сууском районе Ошской области Кыргызстана. Административный центр Папанского айылного аймака.

## География
Село расположено в северо-западной части области, на левом берегу реки Ак-Буура, на расстоянии приблизительно 43 километров (по прямой) к юго-юго-востоку от города Кара-Суу, административного центра района. Абсолютная высота — 1355 метров над уровнем моря.

## Население
Согласно оценочным данным Национального статистического комитета Кыргызской Республики, численность населения села на начало 2023 года составляла 470 человек.
| год     | 2009 | 2014 | 2015 | 2020 | 2021 | 2023 |
| ------- | ---- | ---- | ---- | ---- | ---- | ---- |
| человек | 4092 | 4352 | 4692 | 424  | 448  | 470  |